# مجموعة بن حمادي
مجموعة بن حمادي عنتر للتجارة  هي مجموعة صناعية جزائرية متخصصة في تجميع المنتجات الإلكترونية والأجهزة المنزلية ومنتجات البناء والمنتجات الغذائية  ، ويديرها عبد الرحمن بن حمادي ، يبلغ حجم مبيعاتها 900 مليون دولار في عام 2016.

## التاريخ
في عام 2014، قامت المجموعة ببناء مجمع معدني جديد. يمتد المجمع على مساحة إجمالية تبلغ 100000 متر مربع، منها 25000 متر مربع مغطى، ويقع على محيط الحميدية، بلدية محرومة في ولاية برج بوعريريج. وهي تتكون من ثلاثة مصانع (وحدة الإطار المعدني، وثاني لوحات ساندويتش وثلث الجلفنة). وبعد حشد ملياري دينار (20 مليون يورو)، سيولد الاستثمار في المرحلة الأولى 250 وظيفة مباشرة. مجهز بأحدث التقنيات، أكبر مجمع إطاري في شمال إفريقيا سينتج سنويًا 25000 طن من الهيكل الفولاذي، 1500000 متر مربع من ألواح الساندويتش، 1500000 متر مربع من الألواح المضلعة TN40 و 60,000 طن من تراجع تعبئة الساخنة. بدأ التشغيل الفعال للوحدات الثلاث في نهاية النصف الأول من عام 2015. يتحدث رئيس المجموعة عن برج الصلب، الذي يأتي كتعزيز لمعدن هودنا الموجود في المسيلة.

## الشركات التابعة

### إلكترونيات كوندور
كوندور هي شركة تابعة متخصصة في تصنيع المنتجات الإلكترونية والأجهزة المنزلية. تقع في المنطقة الصناعية لمدينة برج بوعريريج.
في عام 2013، نشرت كوندور مقالة تشير إلى أنها وصلت إلى 70٪ الحصة السوقية.
في عام 2013، وهو عام نشاطها العشر سنوات، أعلنت العلامة التجارية أن تصدير منتجاتها إلى الأردن وتونس قد حقق حوالي خمسة ملايين يورو، وبالتالي زيادة حصتها في السوق بمقدار 25 ٪. في عام 2014، بلغت ميزانيتها الاستثمارية 100 مليون دولار، في حين ارتفع معدل الربح أيضًا بين 20 و 40 ٪. لدى الشركة حوالي 5000 موظف في الجزائر.
في يونيو 2014 أطلقت كوندور أول هاتف ذكي لها باسم C-1، ثم في سبتمبر من نفس العام، كانت C-4 أكثر كفاءة من سابقتها. في أبريل 2014، صدر هاتف Condor C-6، وهو هاتف ذكي يسمى «الراقية». بالارتقاء إلى المستوى، أصدرت العلامة التجارية C-8  ، وهو هاتف ذكي أقوى بقليل من سابقه، ثم C-4 + متوفر بعدة ألوان.
في الآونة الأخيرة، قالت كوندور إنها كانت تستهدف السوق الأوروبية، والتي يبدو أنها تأكدت في يونيو 2015، عندما أعلن الرئيس التنفيذي للشركة أنه سيتم تسويق 30.000 وحدة من هاتفه الذكي الجديد "Griffe W1" في فرنسا.

## مذكرات ومراجع
1. ↑  Selon le site d'informations Manta نسخة محفوظة 2009-05-03 على موقع واي باك مشين.
2. ↑  Al-manach.com نسخة محفوظة 2019-05-05 على موقع واي باك مشين.
3. ↑  "Condor : Abderrahmane Benhamadi placé en détention". TSA (بالفرنسية). 8 Aug 2019. Archived from the original on 2019-08-12. Retrieved 2019-08-12.
4. ↑  Détention préventive pour les trois frères Benhamadi : Toute l'actualité sur liberte-algerie.com نسخة محفوظة 2019-08-12 على موقع واي باك مشين.
5. ↑  "justice". www.libete.fr (بFrancais). 10 Aout 2019. Archived from the original on 2019-08-12. Retrieved le 11 Aout 2019. {{استشهاد ويب}}: تحقق من التاريخ في: |تاريخ الوصول= and |تاريخ= (help)صيانة الاستشهاد: لغة غير مدعومة (link)
6. ↑  http://www.elwatan.com/Condor-Electronics Selon le journal El Watan نسخة محفوظة 2009-12-02 على موقع واي باك مشين.
7. ↑  http://www.condor.dz/index.php/fr/actualites-inf/la-presse-3/44-en-prevision-du-lancement-de-la-3g-en-algerie-condor-met-le-cap-sur-le-developpement-du-contenu-local?template=condorpardefaut نسخة محفوظة 2014-11-06 على موقع واي باك مشين.
8. ↑  Départ massif en retraite: Toute l'actualité sur liberte-algerie.com نسخة محفوظة 2014-03-11 على موقع واي باك مشين.
9. ↑  Condor Electronics نسخة محفوظة 2014-12-19 على موقع واي باك مشين.
10. ↑  Condor Electronics نسخة محفوظة 2014-12-19 على موقع واي باك مشين.

## انظر كذلك

### مقالات ذات صلة
- اقتصاد الجزائر
- قائمة الشركات الجزائرية

### روابط خارجية
- موقع مجموعة بن حمادي
- موقع فرع كوندور